# Агами рогаті
Агами рогаті (Ceratophora) — рід ящірок з родини агамових. Має 5 видів.

## Опис
Загальна довжина представників роду коливається від 16 до 25 см. Колір шкіри оливковий, зеленуватий. Здебільшого забарвлення однорідна. Голова витягнута, морда гостра. Тулуб довгий й витягнутий, дещо стиснутий. Хвіст помірно тонкий та чіпкий. Кінцівки тонкі з витягнутими пальцями. Усе тіло вкрито колючою лускою. Потиличні та спинні гребені відсутні. Також у цих агам немає стегнових та преанальних пор. У самців на голові на кінці морди є довгий відросток у вигляді прямого рогу або циліндричного лускатого виросту. Звідси й походить назва цих ящірок.

## Спосіб життя
Полюбляють тропічні ліси. Значну частину проводять на деревах, серед високих чагарників. Для цих агам характерна загрозлива поза при небезпеці. Харчуються комахами.
Це яйцекладні ящірки. Самиці відкладають до 5—8 яєць.

## Розповсюдження
Це ендемік о. Шрі-Ланки.

## Види
- Ceratophora aspera
- Ceratophora erdeleni
- Ceratophora karu
- Ceratophora stoddartii
- Ceratophora tennentii
- Ceratophora ukuwelai